# 47. People’s Choice Awards-gála
A 47. People’s Choice Awards-gála a 2021-es év legjobb filmes, televíziós és zenés alakításait értékelte.. A díjátadót 2021. december 7-én tartották a santa monicai Avalon Hollywoodban, a műsor házigazdája Kenan Thompson volt. A ceremóniát a NBC és az E! televízióadók egyszerre közvetítették élőben.

## Győztesek és jelöltek
Forrás:

### Film
| Az év filmje | Az év vígjátéka |
| --- | --- |
| - Fekete Özvegy - Amerikába jöttem 2. - Dűne - Halálos iramban 9. - Nincs idő meghalni - Shang-Chi és a tíz gyűrű legendája - A holnap háborúja - Venom 2. – Vérontó | - Free Guy - Amerikába jöttem 2. - A srác nem jár egyedül - Sokkal több mint testőr 2. - Dzsungeltúra - Space Jam: Új kezdet - A lecsap csapat - Vacation Friends |
| Az év akciófilmje | Az év drámája |
| - Shang-Chi és a tíz gyűrű legendája - Fekete Özvegy - Halálos iramban 9. - Godzilla Kong ellen - Nincs idő meghalni - The Suicide Squad – Az öngyilkos osztag - A holnap háborúja - Venom 2. – Vérontó | - Szörnyella - Dűne - Apaság - Gyilkos Halloween - In the Heights – New York peremén - Idő - Hang nélkül 2. - Respect |
| Az év családi filmje | Az év férfi filmsztárja |
| - Luca - Bébi úr: Családi ügy - Hamupipőke - A Mitchellék a gépek ellen - Raya és az utolsó sárkány - Tom és Jerry - Az életteli Vivo - Igen nap | - Dwayne Johnson – Dzsungeltúra - John Cena – Halálos iramban 9. - Daniel Craig – Nincs idő meghalni - Vin Diesel – Halálos iramban 9. - Simu Liu – Shang-Chi és a tíz gyűrű legendája - Eddie Murphy – Amerikába jöttem 2. - Chris Pratt – A holnap háborúja - Ryan Reynolds – Free Guy             |
| Az év női filmsztárja | Az év drámai színésze |
| - Scarlett Johansson – Fekete Özvegy - Awkwafina – Shang-Chi és a tíz gyűrű legendája - Salma Hayek – Sokkal több mint testőr 2. - Jennifer Hudson – Respect - Leslie Jones – Amerikába jöttem 2. - Florence Pugh – Fekete Özvegy - Margot Robbie – The Suicide Squad – Az öngyilkos osztag - Charlize Theron – Halálos iramban 9. | - Kevin Hart – Apaság - Emily Blunt – Hang nélkül 2. - Timothée Chalamet – Dűne - Jamie Lee Curtis – Gyilkos Halloween - Jennifer Hudson – Respect - Jason Momoa – Dűne - Anthony Ramos – In the Heights - New York peremén - Emma Stone – Szörnyella                                                |
| Az év vígjáték-sztárja | Az év akciófilm-sztárja |
| - Dwayne Johnson – Dzsungeltúra - Emily Blunt – Dzsungeltúra - Salma Hayek – Sokkal több mint testőr 2. - Leslie Jones – Amerikába jöttem 2. - Melissa McCarthy – A lecsap csapat - Eddie Murphy – Amerikába jöttem 2. - Ryan Reynolds – Free Guy - Octavia Spencer – A lecsap csapat                                              | - Simu Liu – Shang-Chi és a tíz gyűrű legendája - John Cena – Halálos iramban 9. - Daniel Craig – Nincs idő meghalni - Vin Diesel – Halálos iramban 9. - Scarlett Johansson – Fekete Özvegy - Chris Pratt – A holnap háborúja - Florence Pugh – Fekete Özvegy - Charlize Theron – Halálos iramban 9. |

### Televízió
| Az év műsora | Az év drámaműsora |
| --- | --- |
| - Loki - Cobra Kai - A Grace klinika - Esküdt ellenségek: Különleges ügyosztály - A Nagy Ő - Saturday Night Live - Rólunk szól - WandaVízió | - A Grace klinika - 911 L.A. - Cobra Kai - The Equalizer - Esküdt ellenségek: Különleges ügyosztály - Outer Banks - Rólunk szól - The Walking Dead |
| Az év vígjátéka | Az év realityje |
| - Én még sosem... - Brooklyn 99 – Nemszázas körzet - Grown-ish - Gyilkos a házban - Saturday Night Live - Ted Lasso - Az Upshaw család - Young Rock | - Keeping Up with the Kardashians - 90 Day Fiancé - Bachelor in Paradise - Below Deck - Jersey Shore: Family Vacation - Love & Hip Hop: Atlanta - Nem átlagos feleségek - Atlanta - Nem átlagos feleségek - Beverly Hills                                                                |
| Az év versenyshowja | Az év férfi tévés sztárja |
| - The Voice - America’s Got Talent - American Idol - A Nagy Ő - The Bachelorette - Dancing with the Stars - The Masked Singer - RuPaul – Drag Queen leszek! | - Tom Hiddleston – Loki - Sterling K. Brown – Rólunk szól - Dwayne Johnson – Young Rock - Anthony Mackie – A Sólyom és a Tél Katonája - Norman Reedus – The Walking Dead - Chase Stokes – Outer Banks - Jason Sudeikis – Ted Lasso - Kenan Thompson – Saturday Night Live                |
| Az év női tévés sztárja | Az év dráma-sztárja |
| - Ellen Pompeo – A Grace klinika - Angela Bassett – 911 L.A. - Kathryn Hahn – WandaVízió - Mariska Hargitay – Esküdt ellenségek: Különleges ügyosztály - Mandy Moore – Rólunk szól - Elizabeth Olsen – WandaVízió - Queen Latifah – The Equalizer - Yara Shahidi – Grown-ish | - Chase Stokes – Outer Banks - Angela Bassett – 911 L.A. - Sterling K. Brown – Rólunk szól - Mariska Hargitay – Esküdt ellenségek: Különleges ügyosztály - Mandy Moore – Rólunk szól - Ellen Pompeo – A Grace klinika - Queen Latifah – The Equalizer - Norman Reedus – The Walking Dead |
| Az év vígjáték-sztárja | Az év nappali beszélgetős műsora |
| - Selena Gomez – Gyilkos a házban - Dwayne Johnson – Young Rock - Steve Martin – Gyilkos a házban - Andy Samberg – Brooklyn 99 – Nemszázas körzet - Yara Shahidi – Grown-ish - Jason Sudeikis – Ted Lasso - Wanda Sykes – Az Upshaw család - Kenan Thompson – Saturday Night Live | - The Ellen DeGeneres Show - Good Morning America - The Kelly Clarkson Show - Live with Kelly and Ryan - Red Table Talk - Today - The View - The Wendy Williams Show |
| Az év éjszakai beszélgetős műsora | Az év versenyzője |
| - The Tonight Show Starring Jimmy Fallon - The Daily Show with Trevor Noah - Full Frontal with Samantha Bee - Jimmy Kimmel Live! - John Oliver-show az elmúlt hét híreiről - Late Night with Seth Meyers - The Late Late Show with James Corden - The Late Show with Stephen Colbert | - JoJo Siwa – Dancing with the Stars - Gottmik – RuPaul – Drag Queen leszek! - Matt James – A Nagy Ő - JoJo – The Masked Singer - Cody Rigsby – Dancing with the Stars - Symone – RuPaul – Drag Queen leszek! - Katie Thurston – The Bachelorette - Wiz Khalifa – The Masked Singer      |
| Az év reality-sztárja | Az év darálásra legalkamasabb műsora |
| - Khloé Kardashian – Keeping Up with the Kardashians - Joe Amabile – Bachelor in Paradise - Kandi Burruss – Nem átlagos feleségek - Atlanta - Kim Kardashian West – Keeping Up with the Kardashians - Erica Mena – Love & Hip Hop: Atlanta - Nicole "Snooki" Polizzi – Jersey Shore: Family Vacation - Lisa Rinna – Nem átlagos feleségek - Beverly Hills - Mike "The Situation" Sorrentino – Jersey Shore: Family Vacation | - Nyerd meg az életed - Cobra Kai - Loki - Easttowni rejtélyek - Outer Banks - Vágyak/Valóság - Ted Lasso - A Fehér Lótusz |
| Az év sci-fi/fantasy műsora | |
| - Lucifer az Újvilágban - A Sólyom és a Tél Katonája - Flash – A Villám - La Brea - Loki - Shadow and Bone - Árnyék és csont - Superman és Lois - WandaVízió | |

### Zene
| Az év férfi előadója | Az év női előadója |
| --- | --- |
| - Lil Nas X - Bad Bunny - Justin Bieber - Luke Combs - Drake - Shawn Mendes - Ed Sheeran - The Weeknd | - Adele - Cardi B - Doja Cat - Billie Eilish - Halsey - Megan Thee Stallion - Olivia Rodrigo - Saweetie |
| Az év együttese | Az év dala |
| - BTS - Coldplay - Dan + Shay - Imagine Dragons - Jonas Brothers - Maroon 5 - Migos - Twenty One Pilots | - "Butter" – BTS - "Bad Habits" – Ed Sheeran - "Easy on Me" – Adele - "Good 4 U" – Olivia Rodrigo - "Montero (Call Me By Your Name)" – Lil Nas X - "Peaches" – Justin Bieber feat. Daniel Caesar, Giveon - "Stay" – The Kid Laroi, Justin Bieber - "Up" – Cardi B |
| Az év albuma | Az év country előadója |
| - Sour – Olivia Rodrigo - Certified Lover Boy – Drake - Culture III – Migos - Happier Than Ever – Billie Eilish - Justice – Justin Bieber - Montero – Lil Nas X - Planet Her – Doja Cat - Star-Crossed – Kacey Musgraves                                                                        | - Blake Shelton - Kane Brown - Luke Bryan - Luke Combs - Dan + Shay - Miranda Lambert - Kacey Musgraves - Carrie Underwood |
| Az év latin előadója | Az év új felfedezettje |
| - Bad Bunny - Anuel AA - Becky G - Daddy Yankee - J Balvin - Karol G - Maluma - Natti Natasha | - Olivia Rodrigo - 24kGoldn - Rauw Alejandro - Giveon - The Kid Laroi - Tate McRae - Bella Poarch - Tomorrow X Together |
| Az év videóklipje | Az év kollaborációja |
| - "Butter" – BTS - "Easy on Me" – Adele - "Good 4 U" – Olivia Rodrigo - "Location" – Karol G, Anuel AA, J Balvin - "Montero (Call Me By Your Name)" – Lil Nas X - "My Universe" – Coldplay, BTS - "Peaches" – Justin Bieber feat. Daniel Caesar, Giveon - "Stay" – The Kid Laroi, Justin Bieber | - "Stay" – The Kid Laroi, Justin Bieber - "Best Friend" – Saweetie feat. Doja Cat - "Industry Baby" – Lil Nas X, Jack Harlow - "Kiss Me More" – Doja Cat feat. SZA - "Leave the Door Open" – Silk Sonic (Bruno Mars. Anderson Paak) - "Peaches" – Justin Bieber feat. Daniel Caesar, Giveon - "Way 2 Sexy" – Drake feat. Future, Young Thug - "You Right" – Doja Cat, The Weeknd |

### Popkultúra
| Az év közösségi médiás híressége | Az év popkülönlegessége |
| --- | --- |
| - Britney Spears - Justin Bieber - Charli D’Amelio - Kylie Jenner - Dwayne Johnson - Kim Kardashian West - Lil Nas X - Addison Rae | - Jóbarátok: Újra együtt - Billie Eilish: Kicsit homályos a világ - Demi Lovato: Dancing with the Devil - Justin Bieber: Our World - Olympic Highlights With Kevin Hart and Snoop Dogg - Oprah with Meghan and Harry - Pink: All I Know So Far - Savage X Fenty Show Vol. 3 |
| Az év humoros jelenete | Az év forradalmárja |
| - Vaccinated and Horny Tour – Chelsea Handler - Back to Abnormal Tour – Trevor Noah - Bo Burnham: Inside – Bo Burnham - From Scratch Tour – John Mulaney - Sorry, Harriet Tubman – Phoebe Robinson - The King's Jester Tour – Hasan Minhaj - The Milk & Money Tour – Ali Wong - You Know What It Is – Marlon Wayans | - Simone Biles - Sunisa Lee - Patrick Mahomes - Alex Morgan - Carl Nassib - Naomi Osaka - Bubba Wallace - Serena Williams |
| Az év pop-podcastja | |
| - Anything Goes with Emma Chamberlain - Armchair Expert - Call Her Daddy - Chicks in the Office - Conan O'Brien Needs a Friend - Couple Things with Shawn and Andrew - SmartLess - Why Won't You Date Me? with Nicole Byer                                                                                          | |

### Egyéb
| Az év francia közösségi médiás híressége                                                                       | Az év afrikai médiás híressége |
| --- | --- |
| - Noholito - The Doll Beauty - Jessica Errero - Mayadorable - Johan Papz - Honey Shay - Style Tonic - Rose Thr | - Tyra Chikocho AKA Madamboss - Lasizwe Dambuza - Falz - Azziad Nasenya - Mihlali Ndamase - The Odditty - Witney Ramabulana - Boitumelo "Boity" Thulo |
| People's Icon Award                                                                                            | |
| Halle Berry | |
| Music Icon Award                                                                                               | |
| Christina Aguilera                                                                                             | |
| Fashion Icon Award                                                                                             | |
| Kim Kardashian                                                                                                 | |
| People's Champion Award                                                                                        | |
| Dwayne Johnson                                                                                                 | |

## Műsorvezetők
A gálán az alábbi műsorvezetők működtek közre:
- Becky G
- Cardi B
- Jeff Bezos
- Eliza Coupe
- Ginnifer Goodwin
- Maggie Q
- Laverne Cox
- Mike Epps
- Paris Jackson
- Leslie Jones
- Lil Rel Howery
- Jack Quaid
- Sydney Sweeney
- Lili Reinhart
- Tracee Ellis Ross
- Jojo Siwa
- Chase Stokes
- Wanda Sykes

## Fordítás
- Ez a szócikk részben vagy egészben  a(z)   47th People's Choice Award című angol Wikipédia-szócikk fordításán alapul.  Az eredeti cikk szerkesztőit annak laptörténete sorolja fel. Ez a jelzés csupán a megfogalmazás eredetét és a szerzői jogokat jelzi, nem szolgál a cikkben szereplő információk forrásmegjelöléseként.